# Meloboris gracilis
Meloboris gracilis är en stekelart som beskrevs av Holmgren 1859. Meloboris gracilis ingår i släktet Meloboris och familjen brokparasitsteklar. Arten är reproducerande i Sverige. Inga underarter finns listade i Catalogue of Life.